# Hipismo nos Jogos Pan-Americanos de 2023 - Adestramento por equipes
A competição do adestramento por equipes do hipismo nos Jogos Pan-Americanos de 2023 foi disputada em 23 de outubro de 2023 na Escola de Equitação Regimiento Granaderos, em Quillota. Um total de 31 ginetes de 8 Comitês Olímpicos Nacionais (CON) participaram do evento.

## Calendário
Horário local (UTC−3).
| Data          | Hora  | Fase                                 |
| ------------- | ----- | ------------------------------------ |
| 23 de outubro | 16:00 | Intermediária I / Grand Prix Special |

## Medalhistas
|  | USA Estados Unidos |  | BRA Brasil |  | CAN Canadá |
|  | Christian Simonson com Son of a Lady Anna Marek com Fire Fly Codi Harrison com Katholt's Bossco Sarah Tubman com First Apple |  | Paulo César dos Santos com Fidel da Sasa JE Manuel Tavares de Almeida com Rosa Belle Renderson de Oliveira com Fogoso Campline João Victor Oliva com Feel Good VO |  | Beatrice Boucher com Summerwood's Limei Camille Carier-Bergeron com Sound of Silence 4 Mathilde Tétreault com Fedor Naïma Moreira-Laliberté com Statesman |

## Resultados
Todas as oito equipes competem no Prix St. Georges (Grand Prix), onde os resultados individuais dos integrantes valem também para a competição por equipes, com direito a uma pontuação descartada. Na Intermediária I (Grand Prix Special), de maior grau de dificuldade, são definidos os medalhistas por equipes, sendo que as rotinas do Grand Prix Special podem ser acompanhadas de música.
| Pos.              | CON                | Ginetes                                                                             | Cavalos                                                     | PSG / GP                    | PSG / GP | PSG / GP | Int I / GPS                 | Int I / GPS | Int I / GPS | Total   |
| Pos.              | CON                | Ginetes                                                                             | Cavalos                                                     | Individual                  | Equipe   | Pos.     | Individual                  | Equipe      | Pos.        | Total   |
| ----------------- | ------------------ | ----------------------------------------------------------------------------------- | ----------------------------------------------------------- | --------------------------- | -------- | -------- | --------------------------- | ----------- | ----------- | ------- |
| Medalha de ouro   | USA Estados Unidos | Christian Simonson Anna Marek Codi Harrison Sarah Tubman                            | Son of a Lady Fire Fly Katholt's Bossco First Apple         | 73.382 74.891 73.305 76.065 | 224.338  | 1        | 74.971 74.489 71.057 76.872 | 226.332     | 1           | 450.670 |
| Medalha de prata  | BRA Brasil         | Paulo César dos Santos Manuel Tavares de Almeida Renderson Silva João Victor Oliva  | Fidel da Sassa JE Rosa Belle Fogoso Campline Feel Good VO   | 67.804 69.369 75.304 76.478 | 221.151  | 2        | 68.638 68.894 74.936 78.362 | 222.192     | 2           | 443.343 |
| Medalha de bronze | CAN Canadá         | Beatrice Boucher Camille Carier-Bergeron Mathilde Tétreault Naïma Moreira-Laliberté | Summerwood's Limei Sound of Silence 4 Fedor Statesman       | 71.147 67.565 70.391 72.739 | 214.277  | 3        | 70.471 74.511 71.128 72.021 | 217.660     | 3           | 431.937 |
| 4                 | CHI Chile          | Mario Vargas Carlos Fernández Virginia Yarur Svenja Grimm                           | Kadiene Héroe XXV Ronaldo Doctor Rossi                      | 68.029 64.765 68.674 73.217 | 209.920  | 4        | 70.412 66.147 71.000 72.340 | 213.752     | 4           | 423.672 |
| 5                 | ARG Argentina      | María Florencia Manfredi Fiorella Mengani Micaela Mabragaña Gabriel Martín Armando  | Hand Up Chaparrita Z Assirio D Atela Bradley Cooper San Rio | 63.353 66.544 68.130 66.935 | 201.609  | 6        | 63.529 65.447 70.447 68.447 | 204.341     | 5           | 405.950 |
| 6                 | MEX México         | Carolina Córdoba Wolf Carlos Maldonado Lara María Ugryumova Marcos Ortiz            | Johnny Cash Frans Impaciente PH Gentil                      | 69.059 67.823 64.978 68.000 | 202.882  | 5        | 68.441 66.971 67.596 62.447 | 203.008     | 6           | 405.890 |
| 7                 | COL Colômbia       | Santiago Cardona Juliana Gutiérrez Andrea Vargas María Aponte                       | Dostojewski Flanissimo Homerus P Lord of the Dance          | 65.088 66.029 65.294 65.882 | 197.205  | 7        | 65.206 66.059 67.235 67.294 | 200.588     | 7           | 397.793 |
|                   | ECU Equador        | María José Granja Carolina Espinosa Julio Mendoza Loor                              | Emiliano AP Findus K Jewel's Goldstrike                     | 66.294 EL 73.935            | EL       |          |                             |             |             |         |